# 狩倉
狩倉（かりくら/かくら）とは中世から近世の日本において武家が狩猟や騎射の場として管理していた山野のこと。

## 概要
元は荘園の在地領主が荘園内や公領の一部であった山野を占拠して狩猟・騎射の場としたことに由来している。在地領主が武士として台頭するとともに狩猟や騎射が軍事訓練の一環として行われるようになり、一般の立入を規制して広大な狩倉を持つようになった。また、狩倉とされた山野から排除された狩猟民を自己の家臣に取り立てて軍事力を強化する者もいた。14世紀に入ると社会の変動に伴って、狩倉であった山野が売買や譲渡の対象とされたり、領主である武士の没落に乗じて周辺の農民の開墾地になるなど衰退していったが、近世の幕藩体制の下で将軍や大名の狩猟場として再び置かれるようになり、狩場・狩庭・鹿倉山（かくらやま）などとも呼ばれた。周辺の住民は立入の禁止だけではなく、狩倉・狩場の周辺でも鳥獣駆除が禁じられ鳥害や獣害に悩まされた。また、実際には立林・立野（山野の保護化）を意図して狩倉化が進められる場合もあった。
幕府の狩倉として著名であった場所に鎌倉幕府の那須野・富士の裾野、江戸幕府の小金原などがある。